# ¿Porqué nací mujer?
¿Porque nací mujer? és una pel·lícula mexicana estrenada el 1970 i dirigida per Rogelio A. González, protagonitzada per Sara García, Andrés Soler, Prudencia Griffel i Pilar Pellicer.

## Argument
Una història que narra part de la vida de Josefa, Francisco, Armando, Santa i Luisa, de més jove a més gran, fills de Pedro i Carmela i nets de la vídua Rosa, per part de pare, i de Rosario i Teodoro per part de mare. Carmela és germana de la casada Tacha, de la xafardera solterona Ernestina, del ric Gastón, de la dissenyadora Dauro, mare soltera de l'advocat Ignacio. Com la hipocondríaca Carmela no fa res, Josefa carrega amb tot el treball de la casa mentre Francisco, suposadament bon estudiant, és acaronat pels seus pares. Santa, de 18 anys, és promesa d'amagat d'Hernán, amic de Francisco, i Pedro no la deixa anar a una festa amb tots dos. Armando, de 19 anys, vol casar-se amb la seva amant madura Sara. En el dia de les mares, la família brinda per Rosario, però continuen abusant d'ella. Hernán deixa embarassada Santa i es casa amb ella pel civil, amb ajuda de Josefa, malgrat que la mare d'ell s'oposa a les noces davant els pares d'ella. Borratxa, Luisa li diu a Doro i al seu amant Diego que no s'ha lliurat al seu promès José i que ell l'ha deixat per això. Ignacio prova a Armando que Sara li ha mentit en dir-li que té una filla més gran. Exasperat per l'acaronada Santa, Hernán torna amb la seva mare. Atesa per Rosa i Josefa, Santa pareix una nena. Santa rep diners d'Ernestina per a anar de lluna de mel i vol desfer-se de la seva filla; com Carmela i Tacha rebutgen a la bebè, se la queda l'abnegada Josefa, que plora i es queixa davant els seus pares. Mor Teodoro; alliberada, Rosario marxa amb Doro, mal vista pels altres. Com a única hereva del seu marit, Rosario decideix quedar-se amb tot i frustra l'ambició del seu fill Gastón i els seus altres fills.

## Elenc
- Sara García - Doña Rosario
- Andrés Soler - Don Teodoro
- Prudencia Griffel - Doña Rosa
- Pilar Pellicer - Josefa
- José Gálvez - Pedro
- Ofelia Guilmáin - Carmela
- Ana Martín - Santa
- Gilberto Román - Francisco
- Alma Muriel - Luisa
- Michel Strauss - Armando
- Víctor Junco - Tío Gastón
- Magda Guzmán - Tía Ernestina
- Marta Yolanda González - Tía Tacha
- Patricia Morán - Tía Doro
- Gonzalo Vega - Hernán
- Sara Guasch - Sara
- Carmen Montejo
- Rogelio A. González - Don Pedro